# Bobolice (województwo dolnośląskie)
Bobolice (niem. Schräbsdorf) – wieś w Polsce położona w województwie dolnośląskim, w powiecie ząbkowickim, w gminie Ząbkowice Śląskie.
| SIMC       | Nazwa            | Rodzaj  |
| ---------- | ---------------- | ------- |
| nie nadano | Kolonia Bobolice | kolonia |

## Podział administracyjny
W latach 1975–1998 miejscowość administracyjnie należała do województwa wałbrzyskiego.

## Demografia
Według Narodowego Spisu Powszechnego (III 2011 r.) liczyły 543 mieszkańców. Są szóstą co do wielkości miejscowością gminy Ząbkowice Śląskie.

## Historia
Nazwę miejscowości w zlatynizowanych staropolskich formach Boboliz oraz Bobolicz notuje wraz z sąsiednimi wsiami spisana po łacinie w latach 1269–1273 Księga henrykowska m.in. we fragmencie "de particula Boboliz"

## Zabytki
Do wojewódzkiego rejestru zabytków wpisane są:
- Kościół  Matki Boskiej Bolesnej w Bobolicach, parafialny[8], z XV-XVIII w., sanktuarium Matki Boskiej Bobolickiej; pierwotnie drewniany, był wzmiankowany jako kaplica w 1447 r., o czym świadczy tablica fundacyjna wmurowana w przyporę późniejszej budowli. Murowaną gotycką świątynię, wybudowaną w latach 1495-1501, przebudowano na barokową w latach 1730-1736[9]. Wnętrze późnobarokowe i rokokowe z lat 1740-1760. W ołtarzu głównym obraz "Zdjęcie z krzyża" pędzla F. A. Schefflera z ok. 1743, późnogotycka Pietà z XVI w. z miejscowego warsztatu rzeźbiarskiego[10].
- zespół dworski, z XVII w., XIX w.
  - renesansowy dwór z 1615 r., przebudowany na barokowy pałac w latach 1696–1697, 1888[9]
  - park

## Szlaki turystyczne
- Niebieski:  Ząbkowice Śląskie - Bobolice - Cierniowa Kopa - Zameczny Potok - Muszkowicki Las Bukowy - Muszkowice - Henryków - Raczyce - Witostowice - Nowolesie - Nowoleska Kopa - Kalinka - Nowina - Dzierzkowa - Siemisławice - Przeworno – Krzywina – Garnczarek – Skrzyżowanie pod Dębem – Biały Kościół[11]